# モールス (映画)
『モールス』（原題: Let Me In）は、2010年のホラー・恋愛映画。トーマス・アルフレッドソンが監督した2008年のスウェーデン映画『ぼくのエリ 200歳の少女』とその原作であるヨン・アイヴィデ・リンドクヴィストによる小説『MORSE -モールス-』(Låt den rätte komma in)に基づいており、マット・リーヴスが監督し、コディ・スミット＝マクフィーとクロエ・グレース・モレッツが主演した。1980年代のニューメキシコ州ロスアラモスを舞台に、いじめられっ子の12歳の少年と、常に裸足の謎めいた少女との間に生まれた友情を描く。

## 概要
『ぼくのエリ 200歳の少女』が公開される前年の2007年、同映画の英語版の製作が検討され始めた。2008年にハマー・フィルムズがこの権利を取得すると、同社はその監督をオリジナル映画と同じトーマス・アルフレッドソンに依頼した。しかし断られたため、最終的に『クローバーフィールド/HAKAISHA』のマット・リーヴスが脚本・監督を担うこととなった。リーヴスは再映画化に当たりいくつかの改変を施した。舞台のストックホルムをニューメキシコ州ロスアラモスに置き換えたことや、登場人物の名前を改めたことなどである。製作陣の見解によると、これらの改変はオリジナルのプロットを極力残しながらも、より多くの観客が受け容れやすくするためであった。主な撮影は2009年11月から2010年1月にかけて行われた。映画の製作費はおよそ2000万ドルとみられている。
映画は2010年9月13日にトロント国際映画祭で初上映され、2010年10月1日にアメリカとカナダで広く公開された。数多くの賛辞を集め、2010年のトップ10に選出する批評家もいた。批評家の多くはオリジナル映画を踏襲したハリウッドリメイクの貴重な例であるとし、中には類似点の多さを批判する批評家もいた。全世界の興行成績は2400万ドルに達し、うち1200万ドルは北米の成績である。クロエ・グレース・モレッツはコディ・スミット＝マクフィーとのケミストリーを絶賛され、この演技により複数の映画賞を受賞した。映画の公開後にはアビーの前日譚を描いたコミック・ミニシリーズ『Let Me In: Crossroads』が刊行された。

## ストーリー
舞台は、雪に閉ざされた田舎町。学校でのいじめに悩む孤独な少年・オーウェンは、ある日隣家に引っ越して来た少女・アビーと知り合う。オーウェンは、自分と同じように孤独を抱えるアビーのミステリアスな魅力に惹かれていき、何度か会ううちに2人は仲良くなり、壁越しにモールス信号で合図を送りあうようになる。しかし、時を同じくして町では、残酷な連続猟奇殺人事件が起きていた。

## キャスト
| 役名           | 俳優                         | 日本語吹替     |
| -------------- | ---------------------------- | -------------- |
| オーウェン     | コディ・スミット＝マクフィー | 矢島晶子       |
| アビー         | クロエ・グレース・モレッツ   | 潘めぐみ       |
| トーマス       | リチャード・ジェンキンス     | 世古陽丸       |
| オーウェンの母 | カーラ・ブオノ               | 鍋井まき子     |
| 刑事           | イライアス・コティーズ       | 土師孝也       |
| ヴァージニア   | サーシャ・バレス             |                |
| ゾリック教諭   | リッチー・コスター           |                |
| ケニー         | ディラン・ミネット           |                |
| オーウェンの父 | イライアス・コティーズ       | てらそままさき |

- その他声の出演（ソフト版）
  - 木村良平、伊藤有希、田谷隼、遠藤純平、赤城進、羽飼まり、鶴岡聡、行成とあ、長克巳、あいざわゆりか、白熊寛嗣、原島梢、中田隼人
- 日本語版制作スタッフ（ソフト版）
  - 演出：打越領一、翻訳：徐賀世子、制作：ACクリエイト

## 製作

### 企画
プロデューサーのナイジェル・シンクレアによると、企画は『ぼくのエリ 200歳の少女』が公開される前の2007年の中頃に持ち上がった。その後2008年トライベッカ映画祭でハマー・フィルムズが同映画の英語リメイクの権利を獲得し、直後にマット・リーヴスが監督に選ばれた。この映画祭で同映画は「Founders Award for Best Narrative Feature」を受賞した。当初はトーマス・アルフレッドソンに再び監督が打診されたが、彼は「もう同じ映画を2度作るほど若くない。まだ他に手がけたいストーリーがある」として断った。ハマー・フィルムズのプロデューサー、サイモン・オークスは当初「原作に忠実なリメイクかと言われれば、まさにその通りだろう。これは再映画化ではなく、前と同じ鼓動が流れている。怖いところはより怖くなるかもしれないが」と語っていたが、その後「私はこの映画をリーヴスのバージョンと呼ぶ。リメイクや再映画化だとは思わない」と改めた。アルフレッドソンは「誰かがある映画をリメイクするべきだとしたら、それはその映画の出来が悪い場合だ。そして私の映画はそれに当たらないと自分では思っている」などと、自分の映画がリメイクされることを好ましく思っていないことを度重ねて述べた。プロデューサーの一人ドナ・ジグリオッティは「オリジナルの劇的な完成度は認めるが、残念ながらあの作品は200万ドルしか収入を上げていない。『アラビアのロレンス』をリメイクするのとは違う」と語った。また他のプロデューサーの一人サイモン・オークスは「より広い観客に受け容れられる」ようにすること以外、『モールス』はオリジナルを深く踏襲していることを強調した。
その一方でオリジナルの原作と脚本を書いたヨン・アイヴィデ・リンドクヴィストは、リーヴスに「創ろうとしているのは原作を基にした新たな映画であり、スウェーデン語映画のリメイクではない」と言われたことを明かした上で、「全く違ったものができるだろうが、とても期待している」と語った。リーヴスは「最高の映画と素晴らしい小説。感動的で、頭から離れない、おそろしい映画になるだろう。何ができるかとても楽しみにしている」と述べ、原作と同じ1980年代に舞台を置いたこの映画に原作とオリジナル映画に対する彼の敬意を留める考えを表明した。批判があることに関してリーヴスは「オリジナル映画が愛されているだけに、私がそれを台無しにしてしまうのではないかという冷やかしがあるのは理解できる。事実、私は映画に対するリスペクト以外に何も持っていない。私は個人的にこの仕事に惹かれたのであって、報酬が目当てではない。人々が我々にチャンスを与えてくれることを期待している」と述べた。リーヴスは打診された当初はリメイクに反対だったが、原作を読んで真価を見出したという。
リメイクには反対だと言った。原作を読んで完璧に魅せられていたのだ。何より個人的な感情で物語に引き込まれた。この素晴らしい物語を書き、映画を脚色したヨン・リンドクヴィストには、私がこの物語に惹きつけられたのはそれが素晴らしいジャンル小説だったからだけではない、個人的な気持ちによるものだと伝えた。本当に自分の子供の頃を思い出させる話だった。—Matt Reeves

### 脚本
新たな映画化に当たっては、主人公2人の名前がオスカーとエリからオーウェンとアビーに、物語の舞台がストックホルム郊外のブラッケバーリ (Blackeberg) から「ニューメキシコ州の小さな町」に変更されるなど、いくつかの改変が試みられた。主人公たちの年齢の変更も検討されたが、リーヴスはそれを「原作のエッセンスを壊し、何もかも完全に変えてしまう。あの子供らしいイノセンスは必要不可欠だ」として拒んだ。また監督は俳優たちにオリジナル映画を事前に観ないよう指示し、そのため「原作にあるエッセンスを忠実に守りながら我々独自のバージョンを創り出すことができた」。また製作陣は、オリジナルに対する敬意を払いながらも「アメリカの文脈に馴染む『モールス』独自の特性を生み出すことを目指した」。リーヴスは原作やオリジナル映画から大きな変更を加えること嫌い、「様々な変更を加えれば成長という物語の中心を切り捨てることになるほど、原作は長大だ。そこで私は原作にあった隠喩や言及を取り込むことに努めた」。またオリジナル映画にあった要素の借用を認め、「脚色も素晴らしかったから、映画から取り入れた部分もある。それらは物語の文脈を損なわず、むしろ適していたはずだ。これは原作、オリジナル映画、およびそれらをさらに脚色した部分が混じり合ってできている」としている。リーヴスによると、アメリカの観客に適合させるに当たり1980年代という時代設定を残したことは、映画が「善と悪」というテーマを模索する上で重要な役割を果たした。リーヴスは時代設定の象徴としてロナルド・レーガンの「悪の帝国」のスピーチを引いた。「レーガンの『悪の帝国』のスピーチやそういった見解を持つ人たちの考えは、『悪』が自分たちの外部に存在するというものだった。『悪』は『向こう側』で、すなわちソビエトだった」。リーヴスはこのアイディアが主人公オーウェンの中核になると考えた。「彼はこのかなり悪しき、しかしあの頃のアメリカの町にあった考えや敬虔さに立ち向かうことになる。そこになじめるだろうか。頭が混乱していて、12か13歳で、毎日自分を恐怖にさらしているあの子たちを殺したいと、その意味も解らず思っている自分をどう思うだろうか」

### キャスティング
2009年7月、クロエ・グレース・モレッツ、メアリー・マティリン・マウザー、アリエル・ウィンターがそれぞれアビー役のオーディションを受けている映像がインターネット上に流出した。またコディ・スミット＝マクフィーは『ヘラルド・サン』紙のインタビューでオーウェン役への意欲を見せた。2009年10月1日、スミット＝マクフィーとモレッツ、そしてリチャード・ジェンキンスの出演が正式に発表され、監督のマット・リーヴスはこれを「完璧なドリーム・キャスト」として、「彼らと仕事ができることにこの上なく興奮している」とコメントした。スミット＝マクフィーが出演した『ザ・ロード』の監督ジョン・ヒルコートと、モレッツが出演した『キック・アス』の監督マシュー・ヴォーンはそれぞれの俳優を称え、リーヴスに彼らを推薦した。

### 撮影
主な撮影は2009年11月2日、ニューメキシコ州アルバカーキで始まった。その後州内の複数の場所で撮影が行われ、2010年1月にアルバカーキで撮了を迎えた。撮影の大部分はロスアラモスのロスアラモス高校で行われ、地元の警察が1980年代の警官服やパトカーを貸与したほか、100人を超える地元の若者がエキストラとして撮影に参加した。
リーヴスは自然な撮影が物語に適していると考えた。『ブライト・スター いちばん美しい恋の詩』を観たリーヴスは、同作でのグリーグ・フレイザーの自然光による撮影を称え、フレイザーを撮影監督に採用した。撮影開始の直前、リーヴスはスティーヴン・スピルバーグから子役の指導に関して、彼らに日記を書いて監督に見せてもらうようアドバイスを得た。

### VFX
メソッド・スタジオがVFX処理の統括を担った。自動車事故のシーンでは、一人称視点、ワンカットで見せるため、最初の部分はジェンキンスが実際に車を運転し、残りのショットをブルーバックの前に回転する車の模型を置いて撮影されたものが1つのシーンに合成された。アビーが血を流すシーンでは、血が流れるタイミングが微妙に異なるため、演じるモレッツには最小の血糊を施し、Houdiniソフトウェア上で彼女の動きに合わせて段階的に血が流れるのを補った。これにはメソッドが『エルム街の悪夢』で培った技術が活用された。

### サウンドトラック
本作のサウンドトラック・アルバムは2010年10月12日、ヴァレーズ・サラバンド・レコーズからリリースされた。作曲したジアッキーノは、劇中に観客が向き合うキャラクターに応じて曲調を変えることを試みた。しかし、いくつかのシーンではバランスを保つのに苦労したという。

## 公開

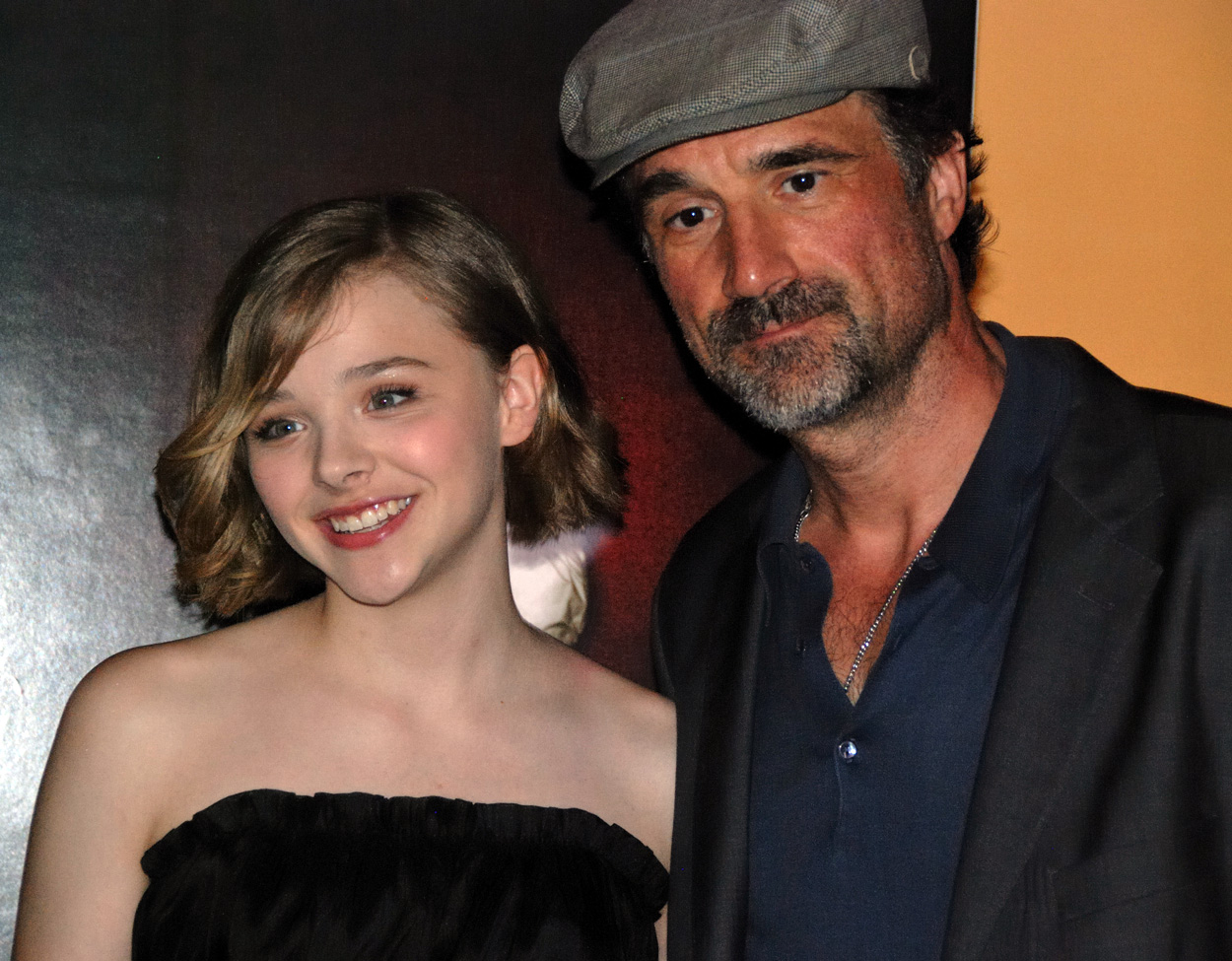
2010年9月30日、ニューヨークのプレミア上映に現れたクロエ・グレース・モレッツとイライアス・コティーズ。

2010年8月17日、本作が2010年9月13日にトロント国際映画祭で初上映され、9月23日にはオースティンのファンタスティック・フェストでオープニング作品として国内初上映されることが発表された。オーヴァーチュア・フィルムズは証拠物件袋を模した宣伝グッズを配った。

### 興行成績
製作費が約2000万ドルとみられている本作は2010年10月1日、北米2,020館で公開され、週末3日間の興行成績で約510万ドルを上げ8位となった。国外での公開は、10月6日のヨーロッパ市場を皮切りに始まった。10週に及ぶ劇場公開の間、世界興収は2400万ドルに上り、そのうち1210万ドルが北米における収入だった。

### ホームメディア
本作のDVDとBlu-ray Discは北米では2011年2月1日にリリースされた。特典として監督によるオーディオ・コメンタリー、17分のメイキング、SFXの解説、自動車事故シーンの構成を掘り下げたビデオ、3つの削除されたシーン、予告編、ポスターギャラリーのほか、コミック『Let Me In: Crossroads』の限定版が含まれている。Blu-ray Disc限定の特典には "Dissecting Let Me In" がある。2011年4月時点の売り上げはDVDのみで457,000枚、6200万ドルに上っている。

### コミックシリーズ
2010年12月、マーク・アンドレイコによる本作の前日譚を描いた全4話のコミック・ミニシリーズ『Let Me In: Crossroads』の第1話がダークホースコミックスからリリースされた。
原作者であるリンドクヴィストはこのコミック化について「許可を依頼された覚えはなく、プロジェクトは疑わしい。私はこの件を調査しており、彼らにコミック化の権利がないことを望む」と述べた。その後、リンドクヴィストはファンに向けて、本作のプロデューサーに誤った情報を聞かされた上で交わした契約の中で、不本意にもコミック化の権利を売っていたと語った。

## 評価

### 批評家の反応
本作は非常に高い評価を受けた。映画のレビューを集積するウェブサイトRotten Tomatoesは、201個のレビューに基づき、トマトメーターを90%、評価の平均を7.6/10としている。レビューを同サイトによって選抜された上位の批評家の32個に限定すると、トマトメーターは81%、平均は7.8/10となる。Rotten Tomatoesは批評家の総意として「オリジナルに酷似してはいるものの、一つの映画として十分に独立している。『モールス』は (オリジナルの) 創造性を踏みにじることのない、特異なハリウッドリメイクである」と紹介している。Metacriticは35個のレビューに基づき、79%という「広く好意的な評価」を示している。コディ・スミット＝マクフィーとクロエ・グレース・モレッツのケミストリーと成長に対しては、特に多くの賞賛が集まった。ホラー映画専門サイトBloody Disgustingは『ぼくのエリ』と比較して「スウェーデン版が完璧に近いとするならば、マット・リーヴス版は完璧そのものである。『傑作』とは月並みな表現だが、ほかに匹敵する言葉を見つけるのは難しい。『モールス』はヴァンパイア映画の新たなる古典である」と書いた。ホラー小説家スティーヴン・キングは「『モールス』はジャンルを超えた金字塔である。ただのホラー映画ではない、過去20年間における最高のアメリカのホラー映画である」と評した。『ウォール・ストリート・ジャーナル』のジョー・モーゲンスターンは「『モールス』はただの忠実なリメイクにとどまらず、独自の完璧なスタイルと深い恐怖を築いている」とした。『ニューヨーク・ポスト』のルー・ルメニックは本作を「近年観た中で最も怖く、おぞましく、そしてエレガントなホラー映画」といった。『ニューヨーク・タイムズ』のA・O・スコットは「『モールス』をとても不気味にしているのは、それ自体が醸成するムードだ。巧妙かつ質素なそれは、簡単な恐怖や見え透いた効果に頼らず、深い親密さに注力した」と書いた。『シカゴ・サンタイムズ』のロジャー・イーバートは、「リーヴスは最初の映画を印象づけたものを知っている。そしてそれは、ここでもうまく効いた」として、オリジナルと比較しながら本作を称えた。『ローリング・ストーン』のピーター・トラヴァースは当初リメイクに懐疑的だったことに「赤面」したという。
スウェーデン映画のリメイクではなく原作の再映画化であるとするリーヴスの主張に対し、本作がスウェーデン映画に似すぎていることを批判する批評家もいた。ジョシュ・テイラーは「彼の映画は間違いなく2008年の映画の直接的なリメイクであり、両者は違いを見出すのがほぼ不可能なほどよく似ている」と書いた。ジェイミー・S・リッチは本作がスウェーデン版では省略された原作の内容も多く含んでいることを認めた上で「リーヴスは本当に何も新しいものを探し出していない。それどころか、『モールス』のプロットはアルフレッドソン版のそれよりも乏しい」とした。ベス・アコマンドは「『脚本・監督: マット・リーヴス』というクレジットは、脚本と監督がいかにオリジナルに似ているかに気付くと、ほとんど笑うべきものに思えてしまう」と書いた。アコマンドは2作を比較して、リメイクは「オリジナル映画がいかに繊細であったかを明らかにし、そして同じことをより少ない複雑性で行っている」とした。マーク・カーモードは「今年最も要らなかったリメイク」に本作を挙げた。
Rotten TomatoesとMetacriticによると本作は2010年に全米で公開された中で最も高い評価を集めた10の映画の一つであり、ホラー映画に限定すると最上位になる。CNNとMSN Entertainmentでは批評家による2010年の優秀な映画トップ10の一つに挙げられた。

### 原作者の反応
『MORSE -モールス-』を著し、『ぼくのエリ 200歳の少女』の脚本も執筆したヨン・アイヴィデ・リンドクヴィストは、本作に対する満足を見せた。
私は生きている中で最も幸運な作家かもしれない。自分のデビュー小説の、それも1つでなく2つもの素晴らしい映画版を持てることが信じられない。『ぼくのエリ』は素晴らしいスウェーデン映画である。『モールス』は素晴らしいアメリカ映画である。注目を惹く類似点や、トーマス・アルフレッドソンの精神は健在だ。だが、『モールス』は異なる場所に感情の圧力を備えており、自分の足をしっかりと地に下ろしている。それはスウェーデン映画と同じく私の涙を誘ったが、同じ場面ではなかった。『モールス』は暗く、暴力的なラブストーリーである。映画史の輝かしい一片であり、そして有難いことに、私の小説の尊重を伴った翻案である。またしても。—John Ajvide Lindqvist、“Novelists Stephen King and Ajvide Lindqvist embrace 'Let Me In'” (英語). HitFix.com. 2010年11月10日閲覧。

### 映画賞
| 賞                                     | 部門                       | 対象                         | 結果       |
| -------------------------------------- | -------------------------- | ---------------------------- | ---------- |
| オースティン映画批評家協会賞           | ブレイクスルー演技賞       | クロエ・グレース・モレッツ   | 受賞       |
| セントラル・オハイオ映画批評家協会賞   | アクター・オブ・ザ・イヤー | クロエ・グレース・モレッツ   | ノミネート |
| セントラル・オハイオ映画批評家協会賞   | ブレイクスルー映画演技賞   | クロエ・グレース・モレッツ   | 受賞       |
| セントラル・オハイオ映画批評家協会賞   | 隠れた名作賞               | 『モールス』                 | ノミネート |
| クリティックス・チョイス映画賞         | 若手俳優賞                 | クロエ・グレース・モレッツ   | ノミネート |
| クリティックス・チョイス映画賞         | 若手俳優賞                 | コディ・スミット＝マクフィー | ノミネート |
| デトロイト映画批評家協会賞             | ブレイクスルー演技賞       | クロエ・グレース・モレッツ   | ノミネート |
| エンパイア賞                           | 新人賞                     | クロエ・グレース・モレッツ   | 受賞       |
| エンパイア賞                           | ホラー映画賞               | 『モールス』                 | ノミネート |
| 映画音声編集者協会ゴールデン・リール賞 | 音響効果賞長編音楽部門     | 『モールス』                 | ノミネート |
| ゴールデン・トマト賞                   | ホラー映画賞               | 『モールス』                 | 受賞       |
| ゴールデン・トマト賞                   | 拡大公開作品賞             | 『モールス』                 | ノミネート |
| ゴッサム賞                             | 作品賞                     | 『モールス』                 | ノミネート |
| ナショナル・ボード・オブ・レビュー賞   | インディペンデント映画賞   | 『モールス』                 | 受賞       |
| ピープルズ・チョイス・アワード         | ホラー映画賞               | 『モールス』                 | ノミネート |
| フェニックス映画批評家協会賞           | 隠れた名作賞               | 『モールス』                 | ノミネート |
| フェニックス映画批評家協会賞           | 若手男優賞                 | コディ・スミット＝マクフィー | 受賞       |
| フェニックス映画批評家協会賞           | 若手女優賞                 | クロエ・グレース・モレッツ   | ノミネート |
| リチャード・アッテンボロー映画賞       | ライジング・スター         | クロエ・グレース・モレッツ   | 受賞       |
| サターン賞                             | ホラー・スリラー映画賞     | 『モールス』                 | 受賞       |
| サターン賞                             | 若手俳優賞                 | コディ・スミット＝マクフィー | 受賞       |
| サターン賞                             | 若手俳優賞                 | クロエ・グレース・モレッツ   | ノミネート |
| サターン賞                             | 監督賞                     | マット・リーヴス             | ノミネート |
| サターン賞                             | 脚本賞                     | マット・リーヴス             | ノミネート |
| サターン賞                             | 作曲賞                     | マイケル・ジアッキーノ       | ノミネート |
| サターン賞                             | メイクアップ賞             | 『モールス』                 | ノミネート |
| ヤング・アーティスト・アワード         | 助演男優賞                 | ディラン・ミネット           | ノミネート |
| ヤング・アーティスト・アワード         | アンサンブル演技賞         | 『モールス』                 | ノミネート |